# Bogumił Łaszkiewicz
Bogumił Sławomir Łaszkiewicz (ur. 29 października 1930 w Nowym Młynie) – polski chemik, naukowiec, profesor nauk technicznych, wykładowca akademicki, autor licznych publikacji i patentów. Członek towarzystw naukowych: Polskiego Towarzystwa Chemicznego, International Textile Institute, Union of Pure and Applied Chemistry. Członek Rad Naukowych Instytutu Włókien Naturalnych w Poznaniu oraz Instytutu Technik i Technologii Dziewiarskich w Łodzi.

## Życiorys
Urodził się 26 października 1930 roku we wsi Nowy Młyn, w gminie Łask. Syn Józefa Łaszkiewicza i Czesławy Kowalskiej. Ukończył I Liceum Ogólnokształcące im. Tadeusza Kościuszki w Łasku. W 1950 roku rozpoczął studia na Wydziale Włókienniczym Wyższej Szkoły Inżynierskiej w Częstochowie. Po zaliczeniu pierwszego roku przeniósł się na Wydział Włókienniczy Politechniki Łódzkiej. W 1955 roku ukończył studia na Politechnice Łódzkiej z tytułem magistra inżyniera. Podjął pracę na Wydziale Chemicznym Politechniki Łódzkiej, w Katedrze Chemii Nieorganicznej. W 1959 roku przeniósł się na Wydział Włókienniczy do Katedry Technologii Włókien Sztucznych i Syntetycznych. Zorganizował zespół naukowy zajmujący się aktualnymi problemami włókien sztucznych i syntetycznych, zwłaszcza włóknami celulozowymi. W 1964 roku obronił pracę doktorską, natomiast w 1971 roku habilitował się. W latach 1977–1979 był prodziekanem Wydziału Włókienniczego ds. naukowych. W latach 1982–1985 pracował jako wykładowca chemii polimerów na Uniwersytecie Jos w Nigerii. Po powrocie zreorganizował zespół naukowy i wrócił do tematyki celulozowej, w szczególności nowej technologii włókien celulozowych, opartej na rozpuszczalniku organicznym. Od 1985 do 1993 roku był wicedyrektorem Instytutu Włókien Sztucznych ds. naukowych. Tytuł profesora nadzwyczajnego w dziedzinie nauk chemicznych uzyskał w 1987 roku, w 1994 roku zaś tytuł profesora zwyczajnego. W latach 1992–2001 pełnił funkcję Kierownika Katedry Włókien Sztucznych Politechniki Łódzkiej.
14 lutego 1965 poślubił Zofię Sudrawską. Ma jednego syna. Autor książki „Moja Alma Mater – Politechnika Łódzka przez sześćdziesiąt lat” i licznych publikacji naukowych. Wypromował sześciu doktorów. Za swoją działalność otrzymał Krzyż Komandorski Orderu Odrodzenia Polski (2005), nagrodę Ministra Szkolnictwa Wyższego (1971), nagrodę za działalność dydaktyczną (1987) i inne odznaczenia.